# Зубаревка (Оренбурзький район)
Зу́баревка (рос. Зубаревка) — село у складі Оренбурзького району Оренбурзької області, Росія.

## Населення
Населення — 507 осіб (2010; 511 у 2002).
Національний склад (станом на 2002 рік):
- росіяни — 64 %